# 5,56 × 45 mm OTAN
El 5,56 × 45 mm OTAN, estandarizado como STANAG 4172, es un cartucho de arma de fuego. Es la munición estándar de las fuerzas armadas de la OTAN y también de numerosas naciones que no forman parte de ella. Este cartucho es un derivado del .223 Remington, su versión comercial para uso civil, pero no completamente compatible con este.[cita requerida]

## Historia
El anterior cartucho estándar de la OTAN fue el 7,62 × 51 mm OTAN, derivado del cartucho .308 Winchester y diseñado inicialmente para reemplazar al cartucho estadounidense .30-06 Springfield. Al momento de elegir, hubo críticas que afirmaron que la munición de calibre 7,62 mm era demasiado potente para los modernos fusiles estándar, ocasionando un retroceso muy fuerte, y que el peso de la munición no permitía suficiente poder de fuego en el combate moderno. Un soldado puede, llevando el mismo peso, trasportar casi el doble de munición 5,56 mm que de 7,62 mm.
A fines de los años 1950, ArmaLite y otros diseñadores de armas de fuego comenzaron a experimentar con los fusiles de asalto de pequeño calibre y alta velocidad con el cartucho comercial .222 Remington. Cuando quedó claro que no había suficiente cantidad de pólvora en el cartucho como para satisfacer los requerimientos del CONARC, el Comando del Ejército Continental de los Estados Unidos, ArmaLite contactó con Remington para crear un cartucho similar con mayor capacidad de pólvora y un cuello más corto.

### Recepción moderna de los calibres intermedios
De hecho, las primeras experiencias modernas para obtener un cartucho de menor poder, denominado "intermedio", y que tuviese prestaciones similares a la munición corriente de fusil pero más liviana y transportable como la munición de armas cortas, y que permitiera su empleo en armas automáticas o semiautomáticas de asalto, las había iniciado Alemania en 1934 con el cartucho 7,92 × 33 mm Kurz. Al terminar la Segunda Guerra Mundial, el bloque soviético adoptó un tipo de cartucho intermedio denominado 7,62 × 39 mm, reconociendo el valor de la experiencia acumulada por la munición alemana de la misma calidad, cuyo excelente comportamiento en combate era decisivo. Por otra parte, la mayoría de los combates de esta época se producían a una distancia máxima de 300 o 400 m, siendo el promedio usual algo menor, por lo que los calibres de inferior potencia final y menor alcance, pero de gran letalidad a distancias inferiores a los 400 metros, tenían el futuro asegurado y comenzaban a configurar el arma del futuro.
Durante la guerra de Corea, el Ejército estadounidense siguió empleando el fusil Garand M1 que en años anteriores había equipado a sus fuerzas armadas y que participó en los últimos tramos de la Segunda Guerra Mundial; sin embargo, su munición .30-06 Springfield era costosa, demasiado potente para el combate moderno y muy voluminosa de transportar; el fusil que la empleaba, por su parte, era pesado y poco confiable. Las tropas comunistas utilizaban por aquel entonces, dentro de una variedad de armamento de infantería bastante heterodoxa, las relativamente modernas carabinas SKS, cuyo cartucho era el llamado "intermedio" ruso 7,62 × 39 mm y que más tarde difundiría por todo el mundo el afamado fusil AK-47. A raíz de esta experiencia militar, los comandantes de las tropas de la recientemente fundada OTAN comenzaron a exigir la normalización de un cartucho "guerrero" de uso general que siguiera en la senda abierta por el cartucho alemán 7,92 × 33 mm Kurz. No obstante, la potencia militar predominante, que era Estados Unidos, se negó a estudiar el asunto y estandarizó el cartucho denominado 7,62 × 51 mm OTAN, una versión militar del cartucho civil estadounidense .308 Winchester.

### Su uso en la guerra de Vietnam
En este período, las tropas de la OTAN se enfrentaron inmediata y directamente al manifiesto poder de fuego, confiabilidad y versatilidad del fusil AK-47 empleado por las tropas del Viet Cong y las demás tropas auxiliares de Vietnam del Norte, como China y la Unión Soviética. Los soldados estadounidenses todavía estaban armados con fusiles M14 -una derivación poco práctica del antiguo Garand M1 recalibrado para utilizar munición 7,62 × 51 mm OTAN- y apenas comenzadas las operaciones de guerra se percibió esta inferioridad de su armamento básico de Infantería a causa del desastroso comportamiento de su fusil de dotación, frente al excelente fusil de asalto del Pacto de Varsovia, por lo cual se ordenó inmediatamente reemplazar los M14 con los recientemente aparecidos AR-15.
Este reemplazo afectó primero a la Infantería de Marina de los Estados Unidos destacada en Vietnam, que utilizó las armas nuevas de modo experimental; luego a pequeños destacamentos de la Fuerza Aérea, a los cuales se surtió de forma permanente con el nuevo fusil para, finalmente, extenderlo a toda la fuerza expedicionaria. A pesar del lento proceso de reemplazo y los problemas logísticos que supuso, el nuevo cartucho pudo demostrar muchas de las aptitudes que ya se reconocían en el "intermedio" utilizado por el enemigo comunista y que más tarde cimentarían su prestigio. A partir de ese momento, se ha convertido en un cartucho emblemático de las fuerzas armadas norteamericanas.

## Variantes
- F1 (Australia): cartucho equivalente al FN SS109 Belga producido por Australian Defence Industries (ADI), ahora Thales Australia.
- F3 (Australia): 5.56 × 45mm cartucho de fogueo producido Australian Defence Industries (ADI), ahora Thales Australia.
- SS109 (Bélgica): cartucho semiperforante/penetrador de acero producido por FN Herstal con 61 granos de peso del proyectil (3,95 g) Sustituyó al cartucho norteamericano M193 en 1979 como el cartucho estándar de la OTAN.
- C77 (Canadá): cartucho equivalente al FN SS109 FN utilizado en el Colt C7, C8 y C9. Fue fabricado por General Dynamics de Canadá.
- C79 (Canadá): cartucho de fogueo para los Colt C7, C8 y C9. También hecho por General Dynamics de Canadá.
- DM11 (Alemania): cartucho 4,1 g de pólvora con doble núcleo de acero, producido por RUAG Ammotec.
- DM21 (Alemania): complemento trazador del DM11, también producido por RUAG Ammotec.
- L2A1 (Reino Unido): equivalente M193 producido por Radway Green.
- L2A2 (Reino Unido): equivalente al FN SS109 producido por Radway Green.
- L1A1 (Reino Unido): complemento trazador del L2A1, producido por Radway Green.
- L1A2 (Reino Unido): complemento trazador del L2A2, producido por Radway Green.
- M193 (Estados Unidos): cartucho con 55 granos de peso de ojiva (3,56 g).
- M195 (Estados Unidos): cartucho de fogueo para lanzar granadas de fusil
- M196 (Estados Unidos): cartucho trazador
- M199 (Estados Unidos): cartucho inerte de entrenamiento
- M200 (Estados Unidos): Cartucho de fogueo con la punta color violeta
- M202 (Estados Unidos): cartucho con 58 gramos de peso de ojiva similar al SSX822
- XM287 (Estados Unidos): cartucho producido por Industrias Valcartier, Inc. Una versión mejorada se produjo designada XM779.
- XM288 (Estados Unidos): cartucho trazador producido por Industrias Valcartier, Inc. Una versión mejorada se produjo denominada XM 780.
- M755 (Estados Unidos): cartucho de fogueo fabricado específicamente para el lanzagranadas M234.
- XM777 (Estados Unidos): cartucho para combate a corta distancia.
- XM778 (Estados Unidos): cartucho trazador.
- M855 (Estados Unidos): cartucho con 62 granos de peso de ojiva equivalente al FN SS109 con punta penetradora de acero sobre una base del plomo en una cubierta parcial cobre.
- M855 libre de plomo (Estados Unidos): cartucho con 62 de peso con una punta de acero penetrador sobre un núcleo de wolframio compuesto en una cubierta parcial de cobre. Se utiliza principalmente durante el entrenamiento en países con estrictas leyes de plomo de desecho.
- M855A1 (Estados Unidos): bala con una punta de acero penetrador sobre un núcleo de aleación de bismuto y estaño en una cubierta parcial de cobre.
- M856 (Estados Unidos): Cartucho trazador, producido en Bélgica cómo FN L110.
- M862 (Estados Unidos): Munición de Corto alcance para Entrenamiento (SRTA) tiene una carga más pequeña que bala estándar, la reducción de su rango objetivo de es a 250 metros y es una bala de plástico.
- M995 (Estados Unidos): cartucho con bala con núcleo de acero
- XM996 (Estados Unidos): cartucho trazador llamado "Tracer Dim" con efecto reducido sobre todo para su uso con dispositivos de visión nocturna.
- Mk 262 Mod 0/1 (Estados Unidos): cartucho con punta hueca.
- MLU-26 / P (Estados Unidos): designación temprana de la Fuerza Aérea Temprana para este cartucho producido por Remington.
- M1A3 (Sudáfrica): Bala encamisada basada en el cartucho M193. Se utiliza con el fusil de asalto R4.